# Stenorhynchites coeruleocephalus
Stenorhynchites coeruleocephalus is een keversoort uit de familie Rhynchitidae. De wetenschappelijke naam van de soort is voor het eerst geldig gepubliceerd in 1783 door Shaller.